# Buchnera arenicola
Buchnera arenicola är en snyltrotsväxtart som beskrevs av R. E. Fries. Buchnera arenicola ingår i släktet Buchnera och familjen snyltrotsväxter. Inga underarter finns listade i Catalogue of Life.